# Tempio di Marte in Clivo
Il Tempio di Marte in Clivo (in latino Aedes Martis in Clivo) era un tempio romano dedicato a Marte situato sul lato occidentale della via Appia, tra la prima e la seconda pietra miliare, a Roma. Costruito all'inizio del IV secolo a.C., era il più antico tempio dedicato a Marte presente in città.

## Localizzazione e storia
Il Tempio di Marte in Clivo sorgeva a circa 2 km di distanza dall'antica Porta Capena, una delle porte delle mura serviane, in posizione dominante sulla valletta dove scorreva il fiume Almone e nei pressi di un boschetto; era dunque situato al di fuori delle mura cittadine della Roma arcaica. Solo in seguito, quando furono erette le mura aureliane, il luogo sacro venne a trovarsi a poca distanza dalla nuova Porta Appia. Il suo nome deriva dal fatto che per raggiungerlo fu realizzata appositamente una strada che partiva dalla stessa porta Capena e che, procedendo in salita, prese il nome di Clivus Martis. Questa strada venne poi pavimentata contemporaneamente alla vicina via Appia, e la stessa si arricchì di portici lungo il suo corso, assumendo il nome di via Tecta. Ad ulteriore conferma della sua collocazione è anche il ritrovamento, avvenuto alla fine del XVI secolo, di un'iscrizione posta dopo la pavimentazione della strada conservata oggi ai Musei Vaticani.
Come riporta Tito Livio, il tempio venne dedicato a Marte dai Romani a seguito della disastrosa battaglia dell'Allia, combattuta nel 390 a.C. contro i Galli Senoni. Fu dedicato precisamente il 1º giugno 387 a.C. da Tito Quinzio, uno dei Duumviri sacrorum. 
All'interno del tempio si ergeva una statua di Marte insieme ad altre raffiguranti lupi, animali considerati sacri al dio. La scultura raffigurante il dio è probabilmente la stessa fatta erigere dal console Marco Claudio Marcello nel 211 a.C., a seguito di un voto fatto a Marte durante la conquista di Siracusa del 212 a.C. Giulio Ossequente, nel suo "Prodigiorum Liber" (Libro dei Prodigi) riporta che nel passato, durante un prodigio, la statua fu vista sudare. Le statue dei lupi erano ancora presenti nel periodo tardoimperiale, quando l'intera area prese da esse il nome di Simulacra luporum.
Il tempio, per quanto situato al di fuori della città, conservava una certa importanza: qui i generali romani radunavano le truppe prima di partire alla volta delle loro campagne militari e sempre qui i soldati, tornati dalla guerra, lasciavano le armi prima di entrare nell'Urbe, essendo proibito portare le armi entro il pomerium. Dallo stesso luogo ogni 15 luglio prendeva il via la parata cerimoniale del Transvectio equitum, che commemorava la vittoria romana nella Battaglia del Lago Regillo.
Il tempio era anche il luogo in cui veniva custodito il Lapis Manalis, la pietra sacra che si credeva fosse capace di propiziare la pioggia. Essa veniva utilizzata nel rito di origine etrusca denominato aquaelicium, in occasione del quale la pietra veniva prelevata dal tempio dai sacerdoti e portata solennemente in processione fino al tempio di Giove Ottimo Massimo in Campidoglio, dove avveniva il rituale. 
Del tempio non rimangono resti; l'ultima menzione nota del tempio è contenuta nell'Itinerario di Einsiedeln, secondo cui risultava essere ancora in piedi nell'VIII secolo. Nulla si sa invece riguardo a quando e in quale occasione esso sia andato distrutto. L'unica immagine pervenutaci del tempio si trova su un fregio dell'Arco di Costantino.